# Sopubia cana
Sopubia cana là loài thực vật có hoa thuộc họ Cỏ chổi. Loài này được Harv. miêu tả khoa học đầu tiên năm 1863.